# Grupos Nacionalistas Revolucionarios
Los Grupos Nacionalistas Revolucionarios (en francés: Groupes nationalistes révolutionnaires, GNR) fueron una organización francesa de extrema derecha que reunió la tendencia revolucionaria nacionalista entre 1976 y 1978. 
Fundados por François Duprat y su amigo, Alain Renault, estructuraron la tendencia radical del Frente Nacional (FN) después de la concentración de la Fédération d'Action Nationale et Européenne (FANE) en 1974.

## El periódico de los GNR
La existencia de los GNR se restringió al principio a los Cahiers européens, una revista lanzada en el marco del Nuevo Orden Europeo, una alianza neofascista en toda Europa. Mark Fredriksen, líder de la Fédération d'action nationale et européenne (FANE), que estaba rompiendo con el Nuevo Orden Europeo, se convirtió en codirector de Cahiers européens-Notre Europe hasta mayo de 1975. 

## La tendencia radical del Frente Nacional
Jean-Marie Le Pen pidió a los miembros de los GNR que se unieran al Frente Nacional en junio de 1974. El GNR desapareció tras el asesinato de Duprat el 18 de marzo de 1978. Los activistas de GNR rompieron el mismo año con el FN, se unieron con partes de la FN (en particular Michel Faci "Leloup", exmiembro del Front nacional de la jeunesse, FNJ, la organización juvenil del FN, y miembro actual del Partido Nacionalista Francés y Europeo). 
Miembros neonazis relanzaron la FANE y su periódico, Notre Europe, mientras activistas más cercanos a la Tercera Posición (Jacques Bastide y Patrick Gorre) se unieron a Jean-Gilles Malliarakis para fundar, el 11 de febrero de 1979, el Movimiento Nacionalista Revolucionario (fr) (Mouvement nationaliste révolutionnaire), que se convirtió en 1985 Troisième Voie.